# Lipova (gmina)
Lipova – gmina w Rumunii, w okręgu Bacău. Obejmuje miejscowości Lipova, Mâlosu, Satu Nou, Valea Caselor, Valea Hogei, Valea Mărului i Valea Moșneagului. W 2011 roku liczyła 2890 mieszkańców.